# Ministrstvo za kohezijo in regionalni razvoj Republike Slovenije
Ministrstvo za kohezijo in regionalni razvoj Republike Slovenije (kratica: MKRR) je ministrstvo Vlade Republike Slovenije, ki skrbi za razvoj, črpanje sredstev iz evropskega strukturnega sklada ter Kohezijskega sklada.
Ministrstvo je nastalo 24. januarja 2023 z novelo Zakona o vladi, ko je 15. vlada Republika Slovenije takratno Službo Vlade Republike Slovenije za razvoj in evropsko kohezijsko politiko (kratica: SVRK) reorganiziralo v ministrstvo. Služba vlade je bila 1. marca 2014 ustanovljena z Odlokom o ustanovitvi in nalogah Službe Vlade Republike Slovenije za razvoj in evropsko kohezijsko. Službo je najprej vodil minister brez resorja, pristojen za strateške projekte in kohezijo, od leta 2023 pa minister. Sedež službe je na Kotnikovi ulici 5, v Ljubljani.

## Vodstvo
Glej: Minister za kohezijo in regionalni razvoj Republike Slovenije

## Organizacijske enote
- Kabinet ministra
- Sektor za mednarodno sodelovanje
- Sektor za koordinacijo pametne specializacije
- Služba Organa upravljanja
- Služba za notranjo revizijo
- Urad za kohezijsko politiko
- Urad za evropsko teritorialno sodelovanje in finančne mehanizme
- Urad za splošne zadeve